# Burg Bischhausen (Neuental)
Die Burg Bischhausen, so wird vermutet, war eine kleine Wasserburg bzw. ein Festes Haus oder eine befestigte Kemenate in Bischhausen, einem Ortsteil der Gemeinde Neuental im Schwalm-Eder-Kreis in Nordhessen. Die Bodenerhebung, auf der die heutige Dorfkirche steht, wird als Überbleibsel dieser Anlage betrachtet.

## Geographische Lage
Standort der Anlage war das östliche Ortsende von Bischhausen unmittelbar westlich der Schwalm. Dort führt heute die Straße nach Zimmersrode über die Schwalm, die unmittelbar nördlich der Brücke von einem Wehr gestaut wird, das die ehemalige Schwalmmühle, heute als Wasserkraftwerk genutzt, mit Wasser versorgt. Auf der südlichen Seite der Straße steht, auf einer leichten Erhöhung, die evangelische Kirche des Dorfs, vermutlich an der Stelle des einstigen Adelssitzes, aus und auf dessen Resten die kleine Kirche entstand.

## Geschichte
Das Dorf Bischhausen wird urkundlich erstmals im Jahre 1160 als „Biscopehusen“ erwähnt, als Wohnsitz von Wernher de Biscopeshusun, dem Stammvater des nordhessischen Adelsgeschlechts derer von Löwenstein, der dann von Bischhausen auf den etwa 4 km nordwestlich gelegenen Ortberg bei Oberurff-Schiffelborn, einem heutigen Ortsteil von Bad Zwesten, umsiedelte. Sein Enkel Wernher II. von Bischofshausen, im thüringisch-hessischen Erbfolgekrieg (1247–1264) zeitweise Landrichter und Statthalter für Sophie von Brabant und deren Sohn Heinrich I. in Hessen, errichtete dort an Stelle des von seinem Großvater begründeten Familiensitzes die 1253 erstmals urkundlich bezeugte Burg Löwenstein.

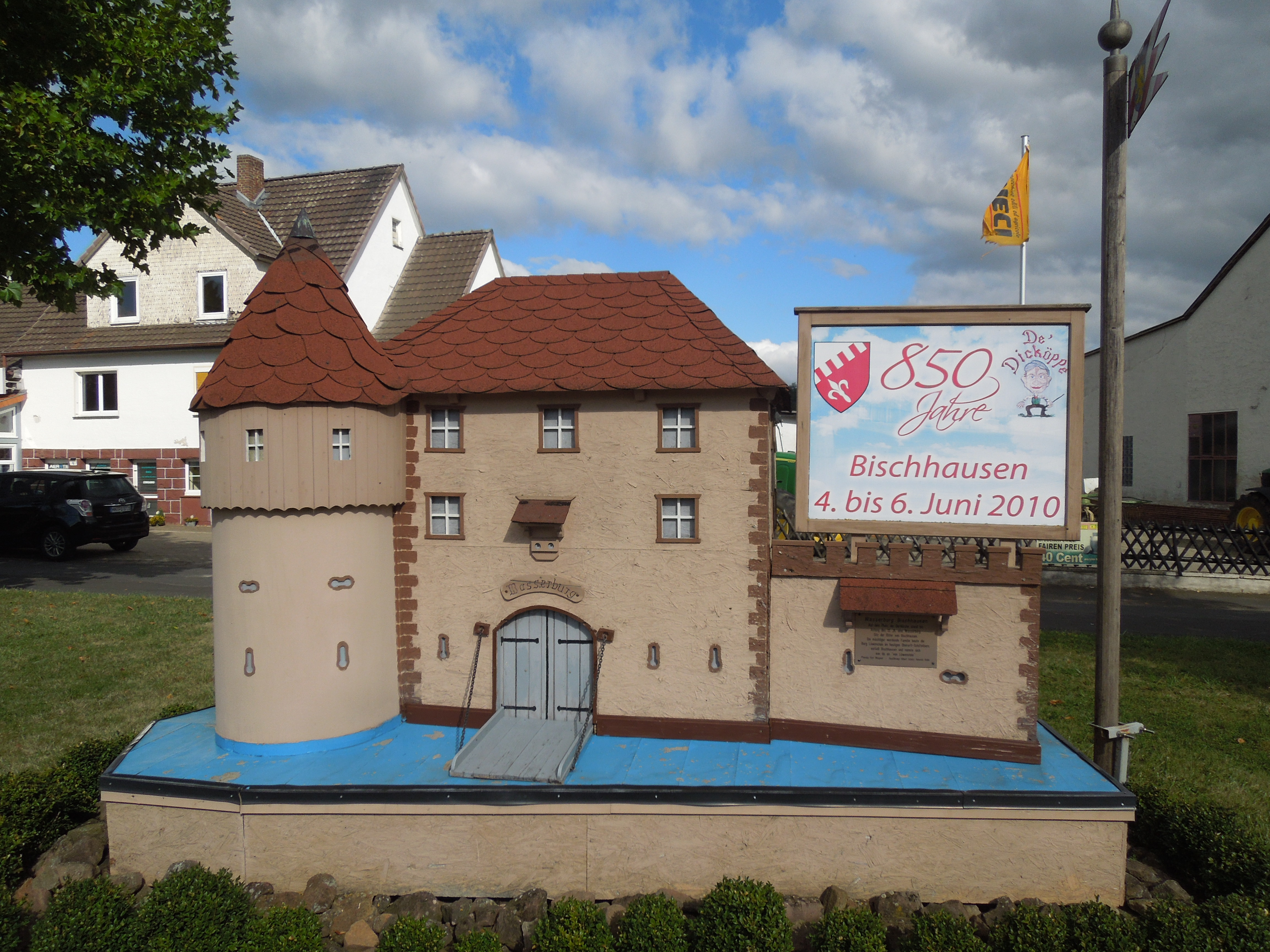
Das Burgmodell des Heimatvereins

Dem Umzug auf den Ortberg folgte Anfang des 13. Jahrhunderts die endgültige Aufgabe und in der Folge, einhergehend mit der schrittweisen Übertragung des Löwensteiner Grundbesitzes in Bischhausen an das Kloster Haina, die Verwahrlosung und der Verfall des bisherigen Wohnsitzes in Bischhausen. Der Heimatverein Bischhausen ist der Meinung, dass es sich um ein dreistöckiges Festes Haus mit Wassergraben handelte, und hat zur 850-Jahr-Feier auf der Verkehrsinsel im Westen des Dorfs ein entsprechendes Modell aufgestellt. Keine der Schenkungsurkunden erwähnt jedoch eine Burg, Kemenate oder andersartige Wohnstatt, was einerseits Zweifel an der Existenz einer solchen begründet hat, andererseits aber damit erklärbar sein mag, dass die Wohnanlage bereits weitgehend verwahrlost und damit eher wertlos geworden war.
Fest steht, dass im 15. Jahrhundert eine spätgotische Wehrkirche mit befestigtem Kirchhof auf der Erhebung am Schwalmufer errichtet wurde, und man nimmt an, dass die Ummauerung des Kirchhofs zumindest teilweise mit Steinen der früheren Anlage aufgeführt wurde. Die in dem heute als Garten genutzten Teil des einstigen Kirchhofs schon in geringer Tiefe gefundenen großen Steinplatten und Steine werden als Trümmerreste des alten Adelssitzes gedeutet. Noch 1859 wurden Steine von dort für den Neubau der Schwalmbrücke verwendet.
Von dieser Kirche sind heute nur noch der mit Schießscharte versehene ehemalige Wehrturm, heute Treppenturm, an der nordöstlichen Seite der Apsis sowie die Apsis selbst mit ihrem Drei-Sechstel-Schluss geblieben, wobei an letzterer konkrete Spuren aus der Bauzeit jedoch lediglich am Sockel und Dachgesims zu erkennen sind. Die westliche Kirchenhälfte wurde erst 1742 angebaut.